# Erlensee (Bickenbach)
Der Erlensee ist ein kleines künstliches Stillgewässer in der Gemeinde Bickenbach im hessischen Landkreis Darmstadt-Dieburg.

## Geographie
Der Erlensee befindet sich am Nordwestrand von Bickenbach.
Der See ist ca. 700 m lang und ca. 150 m breit.
Er hat eine Fläche von ca. 10 ha.
Der See liegt im „Freizeitgelände Erlensee“ im Gewann „Seeheimer Weide“.
Der Erlensee gehört zum NSG Pfungstädter Moor.
Die Insel im See heißt „Brutgebiet Erlensee“.

## Geschichte und Etymologie
Der Erlensee war ursprünglich eine Kiesgrube. Der aus dem See geförderte Kies und Sand wurde vor allem für den Bau der Autobahnen verwendet. Nach dem Ende der Kiesförderung wurde der Erlensee renaturiert. Heute dient der See der Fischzucht und als Freizeitgelände.
Benannt wurde der Erlensee nach den Erlen, die an seinem Ufer wachsen.

## Varia
Ein Rundweg am Ufer erschließt das Gewässer.
Am Südwestrand des Sees steht das „Anglerheim“.

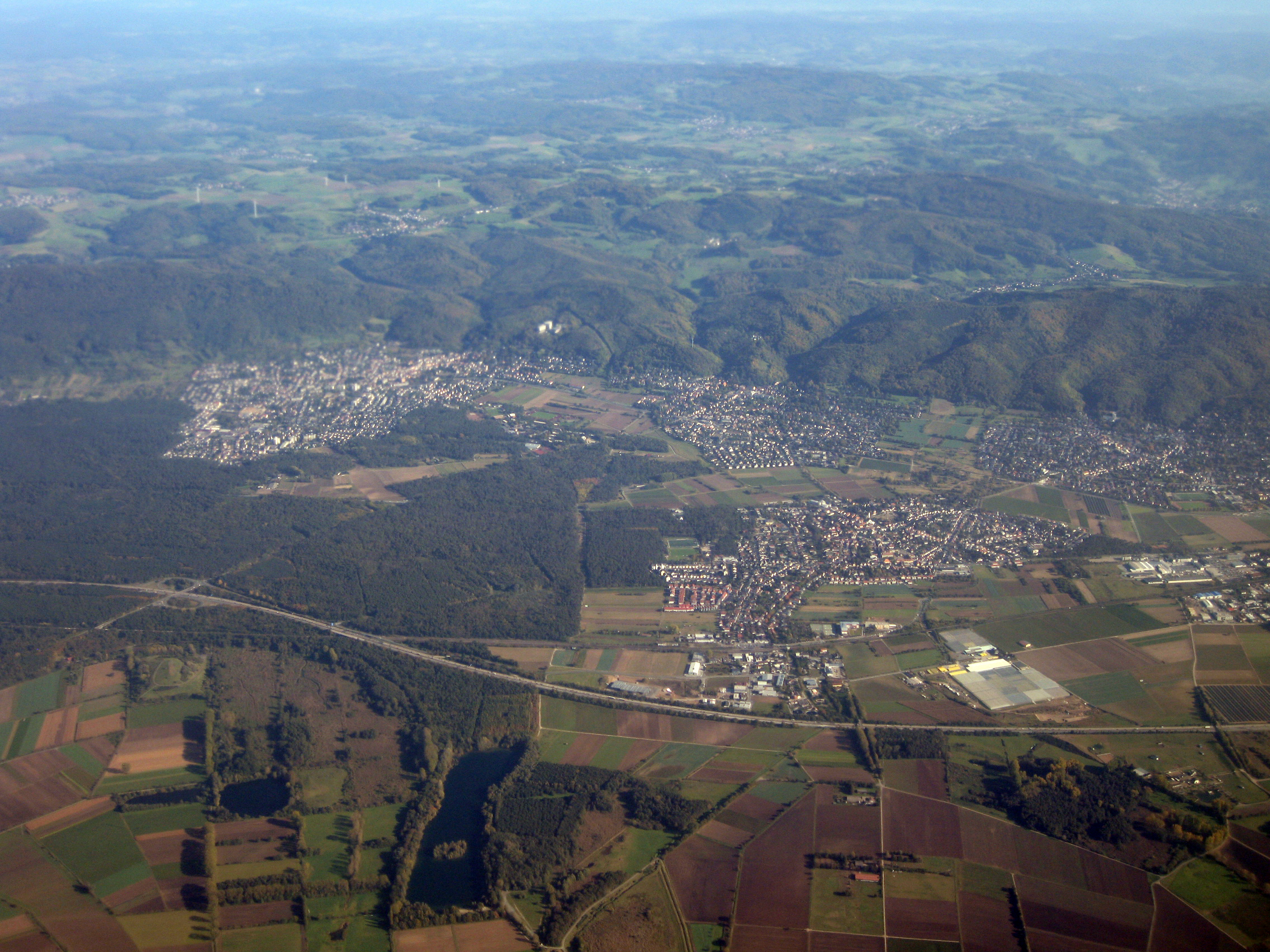
Die Bergstraße von Westen, am unteren Bildrand befindet sich der Erlensee (2011)
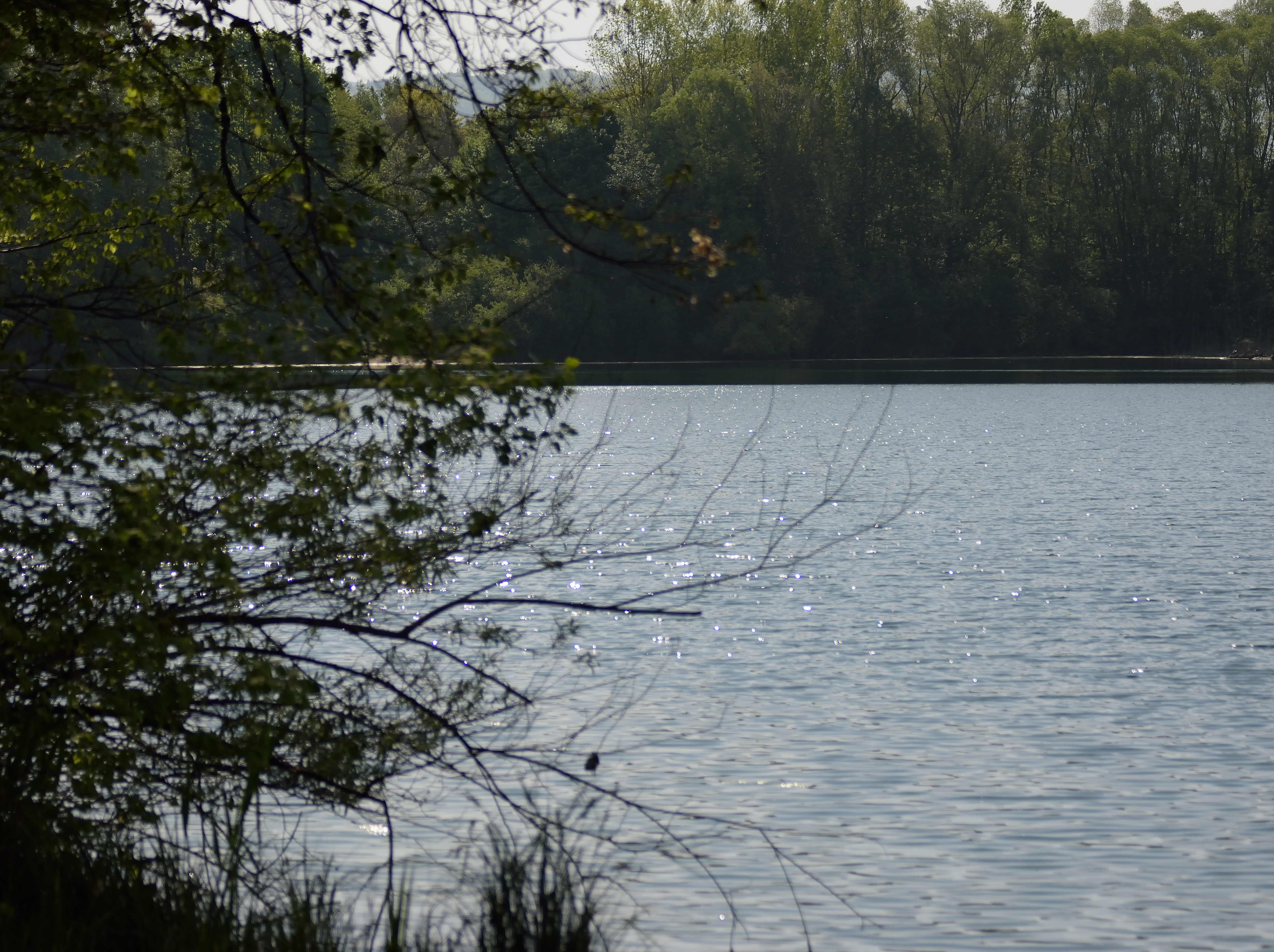
Erlensee (2017)